# مریم‌گلی میکروفیلا
مریم‌گلی میکروفیلا (نام علمی: Salvia microphylla) نام یک گونه از سرده مریم‌گلی است.